# Alberto Juantorena
Alberto Juantorena Danger, kubanski atlet, * 3. december 1950, Santiago de Cuba, Kuba.
Juantorena je nastopil na poletnih olimpijskih igrah v letih 1972 v Münchnu, 1976 v Montrealu in 1980 v Moskvi. Največji uspeh je dosegel na igrah leta 1976, ko je osvojil dvojni naslov olimpijskega prvaka v teku na 400 m in 800 m. Leta 1980 je bil na 400 m četrti. Na Panameriških igrah je leta 1975 v Ciudad de Méxicu osvojil srebrni medalji v teku na 400 m in štafeti 4x400 m, leta 1979 v San Juanu pa srebrni medalji na 400 m in 800 m ter bronasto v štafeti 4x400 m. 16. julija 1976 je ob olimpijski zmagi postavil svetovni rekord v teku na 800 m s časom 1:43,5, 21. avgusta 1977 pa ga je popravil na 1:43,4 s. Veljal je do leta 1979, ko ga je podrl Sebastian Coe.
V letih 1976 in 1977 je bil izbran za svetovnega atleta leta. Leta 2012 je bil sprejet v novoustanovljeni Mednarodni atletski hram slavnih, kot eden izmed prvih štiriindvajsetih atletov.